# 明德之乱
明德之乱，是日本明德二年（1391年）山名氏清和山名满幸发动的反对室町幕府的一场动乱。结果以山名氏清的战死和山名氏的衰落告终。
山名氏原是新田义贞后代中势力较大的一支，在南北朝时期成为对立双方争夺的对象。经过山名时氏的巧妙运筹，在南北朝末年，山名氏已经掌握了六十六个日本古分国中的十一个，人称“六分之一殿”。永和二年（1376年），山名时氏之長子及山名氏家督山名师义病死，五弟山名时义继位，受到师义之子山名满幸的反对。
山名氏的内乱成为正谋求巩固幕府地位的幕府将军足利义满的大好契机。他先是于明德元年（1390年）放任山名满幸在山名氏清的协助下夺取了山名氏的家主之位。次年又以山名满幸掠夺后圆融天皇领地的罪名剥夺其权位。
山名氏清和山名满幸不得不起兵反抗，但被联合了大内氏和山名时义之子山名时熙的足利义满击败。
战后，山名氏的领地被幕府和参战势力瓜分，山名时熙保留了山名氏的家名和三个国的领地，势力被大大削弱，很久之后方才得到复兴。